# وست کونکورد (ماساچوست)
وست کونکورد (به انگلیسی: West Concord) یک منطقهٔ مسکونی در ایالات متحده آمریکا است که در شهرستان میدلسکس، ماساچوست واقع شده‌است. وست کونکورد ۹٫۳ کیلومتر مربع مساحت و ۶٬۰۲۸ نفر جمعیت دارد و ۳۶ متر بالاتر از سطح دریا واقع شده‌است.